# Menconico
Menconico (lombardul: Minchinigh) település Olaszországban, Lombardia régióban, Pavia megyében. Lakosainak száma 350 fő (2023. január 1.). Menconico Santa Margherita di Staffora, Zavattarello, Romagnese, Varzi és Bobbio községekkel határos.

## Népesség
A település lakossága az elmúlt években az alábbi módon változott:
| Lakosok száma | 365  | 357  | 350  |
|               | 2017 | 2018 | 2023 |